# Liga Oro de hockey línea 2024-25
La temporada 2024-25 de la Liga Oro de hockey línea la disputan diez equipos de hockey sobre patines en línea de España. El torneo lo organiza la Real Federación Española de Patinaje (RFEP).

## Clasificación
|                                                                   | Equipo               | Puntos | Bonus | J  | G  | E | P  | GF | GC  | DG   | PEN |
| ----------------------------------------------------------------- | -------------------- | ------ | ----- | -- | -- | - | -- | -- | --- | ---- | --- |
| 1                                                                 | CB Tsunamis          | 39     | 1     | 17 | 12 | 2 | 3  | 91 | 56  | 35   |     |
| 2                                                                 | CHL Jujol Jokers     | 39     | 1     | 17 | 12 | 2 | 3  | 89 | 36  | 53   |     |
| 3                                                                 | CPL Valladolid       | 38     | 2     | 17 | 11 | 3 | 3  | 85 | 40  | 45   |     |
| 4                                                                 | ASME Tucans          | 38     | 1     | 17 | 12 | 1 | 4  | 94 | 62  | 32   |     |
| 5                                                                 | CP Alas Sagunto      | 31     | 3     | 17 | 8  | 4 | 5  | 81 | 48  | 33   |     |
| 6                                                                 | HCR Cent Patins      | 25     | 1     | 17 | 7  | 3 | 7  | 63 | 67  | -4   |     |
| 7                                                                 | CPH Skulls Almassera | 18     | 0     | 17 | 5  | 3 | 9  | 67 | 79  | -12  |     |
| 8                                                                 | HC PLAYAS DE OROPESA | 17     | 2     | 17 | 4  | 3 | 10 | 57 | 63  | -6   |     |
| 9                                                                 | Tres Cantos PC       | 10     | 0     | 17 | 3  | 1 | 13 | 54 | 98  | -44  |     |
| 10                                                                | HC Castellón         | 0      | 0     | 17 | 0  | 0 | 17 | 28 | 160 | -132 |     |
| Fuente: Federación Española de Patinaje; actualización automática |                      |        |       |    |    |   |    |    |     |      |     |